# Västanå, Rättviks kommun
Västanå är en by i Boda socken i Rättviks kommun. Byn är belägen väster om Solberga och Styggforsån, som här slingrar sig med många krökar i den kuperade terrängen.